# Walter Jurmann
Walter Jurmann (* 12. Oktober 1903 in Wien; † 17. Juni 1971 in Budapest) war ein österreichischer Komponist von Schlagern und Filmmusik.

## Leben und Wirken
Auf Wunsch seiner Eltern studierte Walter Jurmann erst Medizin. 1924 war er wegen einer Brustfellentzündung zur Kur in Semmering, wo ihm aufgrund seiner Improvisationen am Klavier eine Stelle als Barpianist angeboten wurde. Jurmann brach das Medizinstudium ab und wurde Berufsmusiker.
Der Wiener Texter Fritz Rotter (1900–1984) erkannte Jurmanns Talent und schlug ihm eine Zusammenarbeit in Berlin vor. Der erste Schlager Was weißt Du, wie ich verliebt bin, gesungen von Richard Tauber, wurde ein Erfolg. Richard Strauss bestärkte ihn in seiner Entscheidung, und Emmerich Kálmán prophezeite ihm: „Sie werden einmal berühmt.“ In der Folge sangen Jan Kiepura, Jussi Björling, Hans Albers, Willy Fritsch und die Comedian Harmonists seine Lieder. Aufgrund von Arbeitsüberlastung begann Jurmann eine Zusammenarbeit mit dem polnischen Komponisten Bronisław Kaper (1902–1983), der ab jetzt die von Jurmann komponierten Melodien arrangierte. Einer ihrer bekanntesten Songs ist San Francisco aus dem gleichnamigen Film, den Judy Garland am Ende ihrer Konzerte sang.

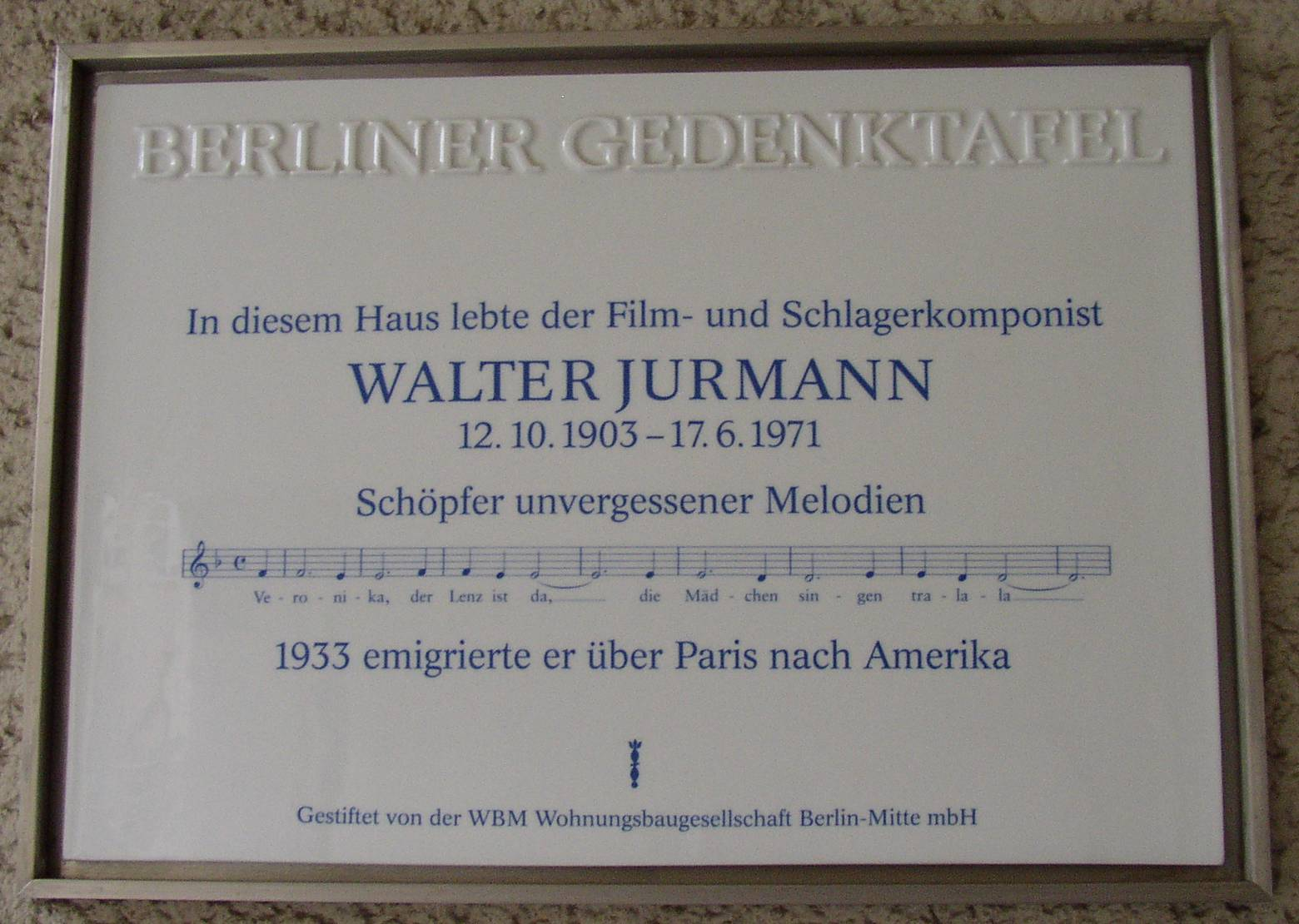
Berliner Gedenktafel in Berlin-Wilmersdorf

Aufgrund seiner jüdischen Herkunft emigrierte Jurmann 1933 nach der „Machtergreifung“ nach Paris. 1934 wurde ihm dort ein Siebenjahresvertrag in Hollywood angeboten. Sein Debütfilm in Hollywood war die Komödie Escapade. In Hollywood war er erfolgreich, vor allem mit Filmen der Marx Brothers. Im Jahr 1935 schrieb er – zusammen mit Bronisław Kaper und Ned Washington – für den Marx-Brothers-Film Skandal in der Oper den Song „Cosí Cosa“. Den satirischen Song hielten viele Zuschauer für ein echtes neapolitanisches Volkslied.
Seine größten Erfolge waren Love Song of Tahiti für Meuterei auf der Bounty (1935) und der Titelsong zu San Francisco (1936). Für diesen erhielt er 1938 die Ehrenbürgerschaft von San Francisco. 1943 zog sich Jurmann fast gänzlich aus dem Berufsleben zurück. Im Sommer 1971 starb er auf einer Urlaubsreise durch Europa in Budapest an einem Herzinfarkt. Beigesetzt wurde er auf dem Hollywood Forever Cemetery.
Seit 2003 ist die Walter-Jurmann-Gasse in Wien-Liesing nach ihm benannt.

## Lieder
- Was weißt Du, wie ich verliebt bin, 1928
- Ausgerechnet Donnerstag
- Olga, Tochter der Wolga
- Ein spanischer Tango
- Ein Mädl wie du
- Eine kleine Reise im Frühling mit dir, 1929
- Ich denk an Mädi die ganze Nacht, 1930
- Mein Fräulein, kennen Sie schon meinen Rhythmus?
- Veronika, der Lenz ist da (bekannt durch die Comedian Harmonists und das Palast Orchester), Text Fritz Rotter
- Heut bin ich gut aufgelegt, Text Fritz Rotter
- Ich suche eine, die mir allein gehört, Text Fritz Rotter
- Schade, dass Liebe ein Märchen ist
- Ein Lied aus meiner Heimat
- Spiel mir das Lied auf der Geige
- Wie gern möchte ich dich verwöhnen
- Mein Gorilla hat 'ne Villa im Zoo
- Le bistro du port
- Ninon, quand tu me sours
- Windy City, Musical
- A Better World To Live In, 1968

## Filmmusiken (Auswahl)
- 1931: Ihre Majestät die Liebe
- 1931: … und das ist die Hauptsache!?
- 1931: Salto Mortale
- 1931: Ausflug ins Leben
- 1931: Ehe m.b.H. mit Hans Moser
- 1932: Es wird schon wieder besser mit Heinz Rühmann
- 1932: Melodie der Liebe mit Richard Tauber
- 1932: Ein toller Einfall
- 1933: Abenteuer am Lido
- 1933: Heut’ kommt’s drauf an mit Hans Albers
- 1933: Madame wünscht keine Kinder
- 1933: Kind, ich freu’ mich auf Dein Kommen
- 1933: Ein Lied für Dich
- 1934: On a volé un homme
- 1934: Le greluchon délicat
- 1934: Les nuits moscovites
- 1935: Die Meuterei auf der Bounty
- 1935: Skandal in der Oper (A Night at the Opera)
- 1936: San Franciso, mit Clark Gable und Spencer Tracy
- 1937: Die Marx Brothers: Ein Tag beim Rennen (A Day at the Races)
- 1938: Everybody Sing
- 1939: Die Zehn Gebote (The Great Commandment)
- 1942: Seven Sweethearts
- 1943: Presenting Lily Mars
- Lucky Number
- 1943: Thousands Cheer